# Over the Rainbow
Over the Rainbow (с англ. — «Над радугой»), также часто Somewhere over the Rainbow (с англ. — «Где-то над радугой») — классическая песня-баллада на музыку Гарольда Арлена и слова Эдгара Харбурга. Написанная специально для мюзикла 1939 года «Волшебник страны Оз» песня была исполнена Джуди Гарленд и стала её «визитной карточкой». Песня была удостоена премии «Оскар» в номинации «Лучшая песня к фильму».
Несмотря на официальную дату выпуска 28 июля 1939 года, впервые «Над радугой» была исполнена и записана 7 декабря 1938 года певицей Би Уэйн, но киностудия Metro-Goldwyn-Mayer запретила выпускать этот сингл до премьеры «Волшебника страны Оз» (25 августа 1939 года), где «Над радугой» исполнила Джуди Гарленд, что вызвало негодование Би Уэйн.

## Влияние
Американский институт киноискусства обнародовал в июне 2004 года список 100 лучших песен к фильмам, в котором Over the Rainbow заняла первое место. Американская ассоциация звукозаписывающих компаний и Национальный фонд искусств также поставили композицию на первое место в своём списке песен столетия. Наряду с песней White Christmas Ирвинга Берлина она стала символом Американских войск в Европе во время Второй мировой войны.
В апреле 2005 года почтовая служба США выпустила памятную марку в честь Эдгара Харбурга, на которой были процитированы первые строчки песни.
Over the Rainbow перепевалась другими исполнителями бесчисленное количество раз.
Входит в саундтреки многих фильмов («Знакомьтесь, Джо Блэк», «50 первых поцелуев» и другие) в виде попурри Somewhere Over The Rainbow / What A Wonderful World в исполнении Израэля Камакавивооле.
Авианосец с названием «Over the Rainbow» появляется в восьмой серии аниме-сериала 1995 года «Neon Genesis Evangelion».